# 발립

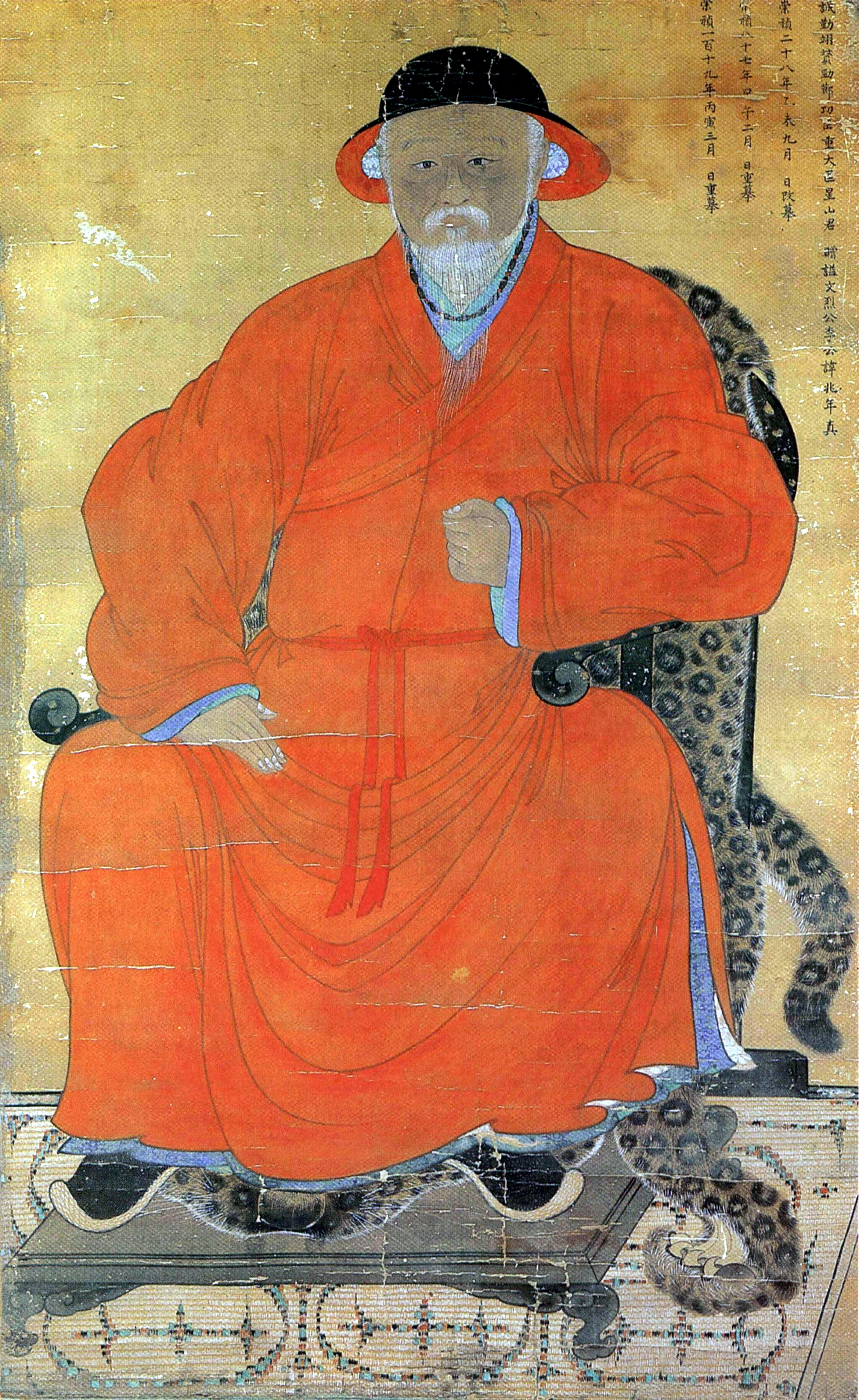
발립을 쓴 이조년 초상.

발립(鉢笠)은 둥글고 납작한 갓이다. 정수리에는 구슬을 달아 장식했고, 테가 둥글게 들러졌다. 고려시대에 몽골을 통해 전래되었으며, 조선 초기까지 사용되었다.